# Spicara smaris
Spicara smaris (Linnaeus, 1758), conosciuto comunemente come zerro, è un pesce osseo marino della famiglia Centracanthidae.

## Habitat e distribuzione
Lo zerro si trova nell'oceano Atlantico orientale, dal Portogallo alle Canarie, nel mar Mediterraneo, nel mar Nero e nel sud del mar d'Azov. È comunissimo nel Mediterraneo e nei mari italiani.
Si trova principalmente su praterie di Posidonia oceanica ma anche su fondi sabbiosi o fangosi, di rado su roccia. Di solito frequenta fondali tra 15 e 70 metri di profondità ma è stato catturato a 328 metri nel mar Ionio orientale.

## Descrizione
È simile alla mennola per l'aspetto generale anche se ha colori più smorti, scaglie più piccole e numerose e sagoma visibilmente più slanciata e affusolata. La bocca, come in tutti i Centracanthidae, si può allungare a tubo. La pinna dorsale è più bassa che nella mennola, ha altezza uniforme per tutta la lunghezza. Il colore di fondo è grigio più o meno scuro sul dorso (mai azzurro come nella mennola) e argenteo sui fianchi, a metà dei quali è presente una macchia nera rettangolare come nella mennola. Le pinne sono giallastre, chiare; la pinna caudale ha talvolta riflessi rossastri. Nei maschi adulti sono presenti linee più o meno verticali di colore bluastro; nelle femmine si possono evidenziare delle fasce scure verticali, di solito poco distinte. Nella stagione riproduttiva entrambi i sessi hanno una macchia scura all'inizio della pinna dorsale.
Non supera i 20 cm di lunghezza.

## Biologia
Vive in banchi, spesso numerosissimi, di esemplari tutti delle stesse dimensioni. Nel periodo della frega diventa solitario.

### Riproduzione
Alla nascita sono tutte femmine e successivamente diventano tutti maschi, il dimorfismo è caratterizzato sia dal colore che dalle dimensioni. La deposizione delle uova avviene in inverno e primavera. Tutti gli individui più piccoli di 13 cm sono femmine, tutti quelli maggiori di 15 cm maschi.

### Alimentazione
Si ciba prevalentemente di zooplancton, crostacei e anellidi.

## Pesca
Questi pesci vengono catturati in abbondanza con rete da posta, nasse e lenze. Le carni sono abbastanza scadenti.

## Cucina e tradizione
Viene utilizzato moltissimo nella cucina nord occidentale Siciliana. L'esemplare maschio viene soprannominato "asineddu" e la femmina "maccarruneddu". La carne del pesce è molto delicata e molto interessante dal punto di vista nutrizionale. Può essere utilizzato per varie preparazioni. Sia come condimento per la pasta che come secondo piatto, fritto e accompagnato da una salsa di cipolle in agrodolce.
Nella tradizione livornese sono molto presenti, sempre fritti previa solo infarinatura. Quelli non consumati subito, vengono conservati marinandoli con: olio, aceto, aglio e peperoncino; così fatti vengono detti "sotto il pesto". In passato erano venduti nelle fiaschetterie (osterie)  per essere mangiati come accompagnamento al vino. Questa preparazione è con ogni probabilità derivante dalle tradizioni degli ebrei sefarditi, parte integrante della città.